# Beatriz Grimaldos
Beatriz Grimaldos (Cuenca, 11 de septiembre de 1983) es una actriz española destacada principalmente en el ámbito teatral. Nacida en Cuenca, ha sido reconocida por su labor interpretativamente en varias ocasiones destacando su premio a Mejor Actriz de reparto en los Premios METjores de 2020. Además, ha sido nominada en dos ocasione a los Premios de la Unión de Actores y Actrices como actriz revelación (2014) y actriz de reparto (2024) y galardonada como mejor actriz de reparto en el Certamen Nacional La Garnacha (2021).
En 2024 da paso al cine con la película Verano en diciembre.

## Biografía
Beatriz Grimaldos es una actriz española nacida en Cuenca, reconocida por su carrera en el ámbito teatral. Además de su labor actoral, trabajó durante ocho años en el Instituto de Investigación Ortega y Gasset. Su formación académica incluye estudios en Ciencias Ambientales y un máster en Estudios Latinoamericanos (UAM).
En cuanto a su trayectoria artística, Grimaldos ha complementado su carrera con formación en técnicas actorales como Meisner, Suzuki y Viewpoints, además de ballet clásico y danza contemporánea. Desde sus comienzos en 2006 ha participado en más de una veintena de producciones teatrales. 
En 2024, participa en su primer proyecto cinematográfico con la película Verano en diciembre, dirigida por Carolina África.

## Teatro
| Obra de teatro                                       | Director/a                   | Notas |
| ---------------------------------------------------- | ---------------------------- | --- |
| La Celestina                                         | Antonio C. Guijosa           | Teatro Reina Victoria y gira nacional. Nominada a actriz de reparto, Unión de Actores y Actrices, 2024.                                                                               |
| Otoño en abril                                       | Carolina África              | CDN. Candidata a mejor producción en los Premios Max. |
| Sólo un metro de distancia                           | Antonio C. Guijosa           | Cuarta Pared, Teatro Fernán Gómez, Teatros del Canal. Finalista en autoría revelación y candidata a mejor espectáculo en los Premios Max. Mejor actriz de reparto, La Garnacha, 2021. |
| Europa, los tutelados                                | Mikolak Bielski              | Naves Matadero, Madrid. |
| Ivone, princesa de Borgoña                           | Jarek Bielski                | Réplika Teatro. |
| Impulsos BPM                                         | María Prado                  | CDN. |
| Hombres en escabeche                                 | Carolina África              | Lectura dramatizada. Casa América. |
| Últimos golpes                                       | José Sanchis Sinisterra      | Prod. NTF. Gira AECID por Nicaragua, Honduras, El Salvador, Guatemala y México, Teatro Galileo.                                                                                       |
| El alma de Szymborska                                | Ane Leux y Beatriz Grimaldos | |
| Dos pobres rumanos que hablan rumano                 | Mikolaj Bielski              | Lectura dramatizada. Réplika Teatro. |
| El voto                                              | Antonio C. Guijosa           | Lectura dramatizada. Instituto Goethe. |
| Iliria                                               | Juan Ceacero                 | Candidata a mejor espectáculo revelación, Premios Max 2016. Mención especial en el Festival Almagro Off, 2016.                                                                        |
| ¿Es lo que hay?                                      | La Casa en el Árbol          | (FRINJE). Naves Matadero, Madrid. |
| Los trabajos del amor                                | Claudia Facci                | Sala Pradillo. |
| Instante                                             | Mikolaj Bielski              | Réplika Teatro. |
| La gaviota                                           | Jaroslaw Bielski             | Réplika Teatro. Nominada a actriz revelación, Unión de Actores y Actrices, 2014. |
| El casamiento                                        | Jaroslaw Bielski             | Réplika Teatro. |
| Usted tiene ojos de mujer fatal                      | Impromadrid                  | Teatro Galileo. Veranos de la Villa. |
| Matrimonio blanco                                    | Jaroslaw Bielski             | Réplika Teatro. |
| El idiota: una velada rusa                           | Raúl Marcos                  | Cía. Inventario Teatro. |
| Palabra de Judas                                     | Víctor Mendoza               | Cía. Arrojo Escénico. Premio a mejor actriz, Certamen de Teatro del Ayuntamiento de Móstoles.                                                                                         |
| Lady Beatriz de las tuercas flojas y otros infiernos | J. A. Díaz                   | Cía. La Floja Teatro. Premio a mejor actriz, Certamen de Teatro del Ayuntamiento de Móstoles.                                                                                         |
| Te espero en Callao                                  | J. A. Díaz                   | Cía. Tilmun Teatro. |
| Terror y miseria en el III Reich                     | J. A. Díaz                   | Cía. Tilmun Teatro. |
| El inspector                                         | J. A. Díaz                   | Cía. Tilmun Teatro. |
| La loca de Chaillot                                  | J. A. Díaz                   | Cía. Tilmun Teatro. |

## Cine
| Película                  | Año  | Director/a      | Notas                        |
| ------------------------- | ---- | --------------- | ---------------------------- |
| Verano en diciembre       | 2024 | Carolina África | Prod. Vértigo Films.         |
| Las chicas de la estación | 2024 | Juana Macías    | Prod. Contracorriente Films. |

## Radio
- Colaboradora de Radio Nacional de España en el Programa LA SALA de Dani Galindo con la sección Traviesas de Ferrocarril.

## Premios y candidaturas
Premios Unión de Actores y Actrices
| Año  | Categoría               | Obra         | Resultado |
| ---- | ----------------------- | ------------ | --------- |
| 2024 | Mejor Actriz de Reparto | La Celestina | Nominada  |
| 2014 | Mejor Actriz Revelación | La Gaviota   | Nominada  |

Certamen Nacional La Garnacha Rioja
| Año  | Categoría               | Obra                       | Resultado |
| ---- | ----------------------- | -------------------------- | --------- |
| 2021 | Mejor Actriz de Reparto | Sólo un metro de distancia | Ganadora  |

Premios METjores de Teatro
| Año  | Categoría               | Obra                       | Resultado |
| ---- | ----------------------- | -------------------------- | --------- |
| 2020 | Mejor Actriz de Reparto | Sólo un metro de distancia | Ganadora  |

Certamen de Teatro del Ayuntamiento de Móstoles
| Año  | Categoría                 | Obra                                                 | Resultado |
| ---- | ------------------------- | ---------------------------------------------------- | --------- |
| 2008 | Mejor Actriz de Reparto   | Palabra de Judas                                     | Ganadora  |
| 2007 | Mejor Actriz Protagonista | Lady Beatriz de las tuercas flojas y otros infiernos | Ganadora  |